# Герб Воллісу і Футуни

Герб Воллісу і Футуни

Герб Воллісу і Футуни складається з елементів неофіційного прапора території — чотирьох трикутників, розташованих під прямим кутом і розділених білими смугами.
Ці трикутники розташовуються на червоному тлі. У лівому верхньому куті розміщений прапор Франції, відокремлений від решти тонкими білими смугами.